# مایلز مستر
مایلز مستر (به انگلیسی: Miles_Master) یک هواگرد ملخ‌پیشین تک‌موتوره از نوع هواپیمای آموزشی ساخت شرکت Phillips and Powis Aircraft Ltd است. هواگرد مایلز مستر نخستین پروازش را در ۳۱ مارس ۱۹۳۹ میلادی انجام داد. این هواگرد در سال ۱۹۳۹ میلادی رسماً معرفی گردید. در مجموع، تعداد ۳٬۲۵۰ فروند از این هواگرد ساخته شده‌است.
طراح این هواگرد، F. G. Miles بود.